# A Pair of Briefs
Pour plus de détails, voir Fiche technique et Distribution.
A Pair of Briefs est un film de procès britannique réalisé par Ralph Thomas, sorti en 1962.

## Synopsis
Tony Stevens et Frances Pilbright sont deux avocats à qui on ne confie que des dossiers peu intéressants. Un jour ils sont chargés d'un dossier opposant une femme à son ex-mari, alors que celui-ci jure n'avoir jamais été mariés avec elle. Le procès finit par tourner court, mais les deux avocats sont tombés amoureux l'un de l'autre.

## Fiche technique
- Titre original : A Pair of Briefs
- Réalisation : Ralph Thomas
- Scénario : Nicholas Phipps, d'après la pièce de théâtre How Say You? de Kay Bannerman et Harold Brooke
- Direction artistique : Maurice Carter
- Décors : Patrick McLoughlin
- Costumes : Yvonne Caffin
- Photographie : Ernest Steward
- Son : Robert T. MacPhee, Gordon K. McCallum
- Montage : Alfred Roome
- Musique : Norrie Paramor
- Production exécutive : Earl St. John
- Production : Betty E. Box
- Société de production : The Rank Organisation
- Société de distribution : Rank Film Distributors
- Pays d'origine :  Royaume-Uni
- Langue originale : anglais
- Format : Noir et blanc — 35 mm — son mono
- Genre : Comédie
- Durée : 90 minutes
- Dates de sortie : Royaume-Uni : mars 1962

## Distribution
- Michael Craig : Tony Stevens
- Mary Peach : Frances Pilbright
- Brenda de Banzie : Gladys Worthing
- James Robertson Justice : le juge Haddon
- Roland Culver : Sir John Pilbright
- Liz Fraser : Gloria Hoskins
- Ron Moody : Sidney Pudney
- Jameson Clark : George Lockwood
- Charles Heslop : Peebles

## Autre
Le titre anglais joue sur le double sens de "brief", à savoir d'une part un dossier à traiter et d'autre part un slip. En effet, à un moment du film, Frances, l'avocate, répète sa plaidoirie avec sa robe d'avocat ouverte sur ses sous-vêtements.